# Halton (region)
Halton je region v jižním Ontariu v Kanadě. Region nahradil v roce 1974 Halton County, které existovalo už od roku 1854. Region je součástí oblasti Velkého Toronta. Regionální vláda sídlí v Oakville. V roce 2011 žilo v regionu 501 669 obyvatel.
Region má rozlohu 964,01 km². Nachází se mezi jezerem Ontariem na jihovýchodě, regionem Peel na severovýchodě, Wellington County na severozápadě a městem Hamilton na jihozápadě.
Region zahrnuje celkem čtyři města Burlington, Halton Hills, Milton a Oakville.